# روبر ریوس
روبر ریوس (به فرانسوی: Robert Rius) نویسنده و شاعر قرن بیستم میلادی اهل فرانسه است.